# Oca coll-roja

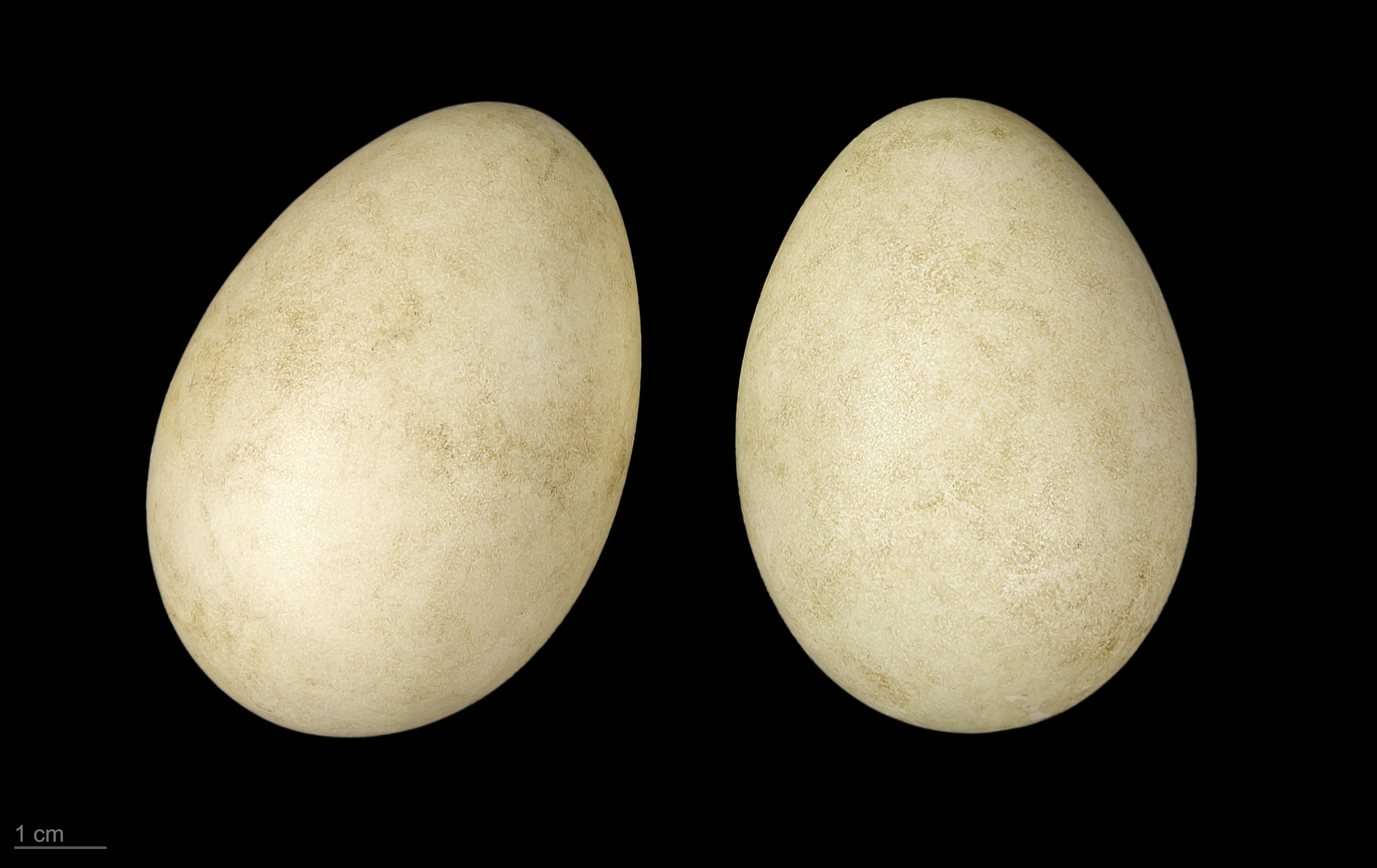
Branta ruficollis

L'oca coll-roja (Branta ruficollis) és una espècie d'ocell de la família dels anàtids (Anatidae) que cria a les vores de rius de la tundra a Sibèria occidental, migrant en hivern cap al sud, fins al nord del mar Negre.